# Dolina (rejon kamionecki)
Dolina (ukr. Долини) – wieś na Ukrainie w rejonie kamioneckim obwodu lwowskiego.